# Gigantodax marginalis
Gigantodax marginalis är en tvåvingeart som först beskrevs av Edwards 1931.  Gigantodax marginalis ingår i släktet Gigantodax och familjen knott. Inga underarter finns listade i Catalogue of Life.